# Pelves
Pelves é uma comuna francesa na região administrativa de Altos da França, no departamento de Pas-de-Calais. Estende-se por uma área de 6,6 km². Em 2010 a comuna tinha 759 habitantes (densidade: 115 hab./km²).